# Lourinhasaurus alenquerensis
Il lourinhasauro (Lourinhasaurus alenquerensis) è un dinosauro erbivoro vissuto nel Giurassico superiore (Kimmeridgiano - Titoniano, circa 150 milioni di anni fa) in Alenquer (Portogallo).

## ApatosaurusoCamarasaurus?
I primi resti di questo grande e pesante animale, rinvenuti presso Alenquer, furono descritti nel 1957 da Lapparent e Zbyszewski sotto il nome di Apatosaurus alenquerensis. Tuttavia, il ritrovamento nel 1983, avvenuto presso la città di Lourinhã, di un altro esemplare parziale comprendente anche un dente e un centinaio di gastroliti, permise agli studiosi di capire che questa specie non era affatto simile ad Apatosaurus; anzi, sembrava essere strettamente imparentata con Camarasaurus, un altro sauropode nordamericano. Per anni, dunque, l'animale fu noto come Camarasaurus alenquerensis. Solo dopo ulteriori studi si comprese che questo dinosauro era una forma a sé stante, forse imparentata con Camarasaurus ma di certo non appartenente allo stesso genere: nel 1998, quindi, venne descritto come Lourinhasaurus alenquerensis.

## Descrizione
Il lourinhasauro è un dinosauro erbivoro appartenente ai sauropodi, dotato di un corpo voluminoso, collo e coda moderatamente allungati, zampe colonnari, denti forti adatti a strappare la vegetazione e probabilmente un cranio corto e compatto, dotato di gradi aperture nasali. Lungo circa 17 metri, sembra aver posseduto zampe anteriori più lunghe di quelle del suo simile Camarasaurus. Tra le altre caratteristiche principali, da notare le apofisi neurali alte e biforcute delle vertebre dorsali, e le carene prominenti sulle vertebre cervicali posteriori. Dal momento che i resti noti finora mancano del cranio, non è stato possibile classificare adeguatamente questo dinosauro. Potrebbe essere un rappresentante dei macronaria, forse un camarasauride, ma P. Upchurch nel 2004 lo ha ritenuto essere il sister group dei neosauropodi.